# .root
root es el nombre de un registro de base de datos de la zona raíz en el Sistema de nombres de dominio de Internet que se utilizó ocasionalmente como marcador de diagnóstico. Su presencia demostró que la zona raíz no fue truncada al cargar por un servidor de nombres raíz.
La entrada fue suprimida de nuevo durante los preparativos para el despliegue de DNSSEC en la zona de raíz en 2010.
La existencia del registro se observó con la utilidad groper de información de dominio (dig) consultando un Registro TXT para el nombre de dominio:
dig vrsn-end-of-zone-marker-dummy-record.root
Esta entrada devolvió la palabra "plenus", que es latín para completo.